# Massilia (album)
Albums de Massilia Sound System
Òai e Libertat
(2007) Sale Caractère
(2021)
Massilia est un album de Massilia Sound System sorti le 21 octobre 2014.

## Liste des titres
| 1.          | Li siam                     | 1 min 24 s |
| 2.          | Si lèva mai la cançon       | 3 min 36 s |
| 3.          | Trois MCs sur la version    | 3 min 25 s |
| 4.          | Es tot pagat                | 3 min 24 s |
| 5.          | Je marche avec              | 3 min 37 s |
| 6.          | Ma ville réveille-toi !     | 2 min 58 s |
| 7.          | La respònsa es dins lo vent | 4 min 34 s |
| 8.          | Massilia n° 1               | 4 min 08 s |
| 9.          | Pourquoi je morfle ?        | 3 min 22 s |
| 10.         | L'eligit                    | 3 min 58 s |
| 11.         | Quand on vit connecté       | 2 min 59 s |
| 12.         | Parlar fòrt                 | 3 min 57 s |
| 13.         | Tous ces mots               | 3 min 26 s |
| 14.         | À Marseille                 | 4 min 23 s |
| 49 min 11 s |                             |            |